# Hovnanadzor
Hovnanadzor (in armeno Հովնանաձոր?) è un comune di 116 abitanti (2001) della Provincia di Lori in Armenia.